# 메카드볼
《메카드볼》(영어: Mecard Ball, 중국어: 盟卡車神 魔幻元珠)은 초이락 배틀완구 시리즈 6번째 작품으로 초이락컨텐츠컴퍼니에서 제작해서, MBC TV에서 방송하는 메카 어드벤처 애니메이션 터닝메카드 시리즈 작품으로 2021년 9월 4일부터 2022년 10월 8일까지 1기의 방영되었고, 2기(메가)의 2022년 11월 5일부터 2023년 5월 6일까지 방영했다.

## 방송 시간
| 방송 채널 | 방송일                           | 방송 시간 |
| --------- | -------------------------------- | --------- |
| MBC TV    | 2021년 9월 4일 ~ 2022년 10월 8일 | 종료      |
| MBC TV    | 2022년 11월 5일 ~ 2023년 5월 6일 | 종료      |

## 줄거리

### 1기
파트 1 : 농구, 야구,축구 등등 공을 다루는 것이라면 압도적인 능력을 발휘하는 초등학교 5학년 차영웅.
어느 날, 엄마의 부탁으로 창고를 정리하던 중 신비한 구슬을 발견하게 된다. 
그 순간 악당 콤비 ‘마보리단’(홍비, 백산)과 괴생명체 ‘크리처’가 창고를 부수며 나타나 영웅을 위협하지만,
영웅은 창고에 숨어있던 메카니멀 ‘아칸’의 도움으로 신비한 구슬인‘메카드볼’을 사용해 이들을 물리치는 데 성공한다. 
그 후 영웅은 아칸으로부터 놀라운 이야기를 듣게 되는데…
오래전부터 지구에 존재하고 있던 볼에너지로 살아가는 메카니멀들.
공을 자유자재로 다룰 수 있는 영웅의 능력은 영웅의 엄마와 관련이 있다고 한다.
엄마의 잃어버린 기억을 찾고 지구의 평화를 지키기로 결심한 영웅.
메카드볼과 메카니멀을 모으기 시작한 영웅 앞에 차례차례 수수께끼의 인물들이 등장하며 배틀을 펼친다.
신비한 소녀인 세라와 지구를 위협하는 블랙코마의 키라얀 까지.
과연 영웅은 엄마의 기억을 되찾고 아칸과 함께 지구의 평화를 지킬 수 있을 것인가!
파트 2 : 블랙코마가 사라진 후, 도시에는 평화가 찾아온다.
영웅은 아인, 유리와 함께 컨버전스 에너지를 시험하고,
세라와 호호 할머니는 육지의 메카드볼 세터 OMS에 대해 조사하기 시작한다.
그러던 어느 날, OMS의 세터 ‘빈 라인하트’와 메카니멀 ‘레드론’이 용궁을 습격하고,
새로운 차원의 무기로 무장한 빈과 레드론 앞에서 영웅과 세라는 속수무책으로 당하고 만다.
영웅과 세라는 봉인에서 풀려난 메카니멀 ‘블리츠’의 도움으로 용궁에서 무사히 탈출하지만,
빈은 용궁을 파괴하고 이어서 부둣가 창고까지 불태운다.
컨버전스의 힘으로 영웅과 세라는 빈을 간신히 물리치지만,
OMS의 새로운 세터 ‘미주리’의 등장으로 영웅은 다시 한번 위기에 빠진다.
그때, 블랙코마를 찾아 다른 차원의 우주로 떠났던 키라얀이 돌아오고,
더욱 강해져서 돌아온 키라얀은 영웅과 세라를 도와 OMS와 싸우기로 한다.
블랙코마가 사라진 지구에서 바다의 세터를 없애고 세계를 장악하려는 OMS 육지의 메카드볼 세터와 바다의 메카드볼 세터 간에 전쟁이 시작된다!

### 2기(메가)
영웅과 세라, 키라얀이 그란데본에게 패배한 후, 일주일 사이에 세상은 대혼돈의 시간을 겪는다. 
지구는 빈에 의해 지배되고, 블랙코마가 메카드볼을 가져가면서 지구에는 천재지변이 끊이지 않는다.
계속된 반격에도 빈과 그란데본에게 패배하자 영웅과 친구들은 전의를 상실하고 마는데…
그란데본을 연구하던 한 박사가 다른 합체 메카니멀이 존재한다는 사실을 알아내자,
영웅과 키라얀은 합체 메카니멀을 찾아 블랙홀 행성으로 떠난다.
그곳을 수색하던 중, 영웅과 키라얀은 수수께끼의 지하 도시인들의 공격을 받는데, 그들은 스스로를 지구인이라고 한다.
이어서 밝혀지는 영웅의 지구와 블랙홀 행성과의 관계.
지하 도시인들은 영웅, 키라얀과 오해를 풀고 합체 메카니멀인 ‘스피어헤드’와 ‘크란츠’를 찾도록 도와준다.
한편, 블랙코마가 지구에서 가져온 메카드볼을 이용해,
블랙홀 행성의 세터 이오도 합체 메카니멀 ‘팔로노이드’를 깨운다.
이제 영웅과 세라, 키라얀 그리고 빈과 이오가 두 지구의 운명을 두고 최후의 합체 메카니멀 대전을 펼친다!

## 궁극의 메카드볼
- 테라볼 (최종보스)

## 제작진
- 기획: 최현종
- 책임 프로듀서: 이수인(1,2기) → 박채영 (2기)
- 조연출: 이예진 (1기) → 오승희 (1,2기)
- 총괄: 최종일
- 원작: ㈜초이락컨텐츠컴퍼니
- 감독: 정승원
- 기획 프로듀서: 홍승연
- 감수: 홍헌표
- 시나리오: 조정희
- 메카닉 디자인: 지태옥
- 메카닉 3D설계: 최용훈
- 메카니멀 원화: 성승민
- 프로듀서: 이홍주, 윤유병
- 제작 프로듀서: 최진호, 손상우
- 제작 매니지먼트: 이지영, 이대화, 양병록, 유문정, 서현덕, 김이슬, 김윤아, 김선아, 김재섭, 최지원, 신예린, 유승주, 김민선, Aping, Yuri
- 스토리보드 슈퍼바이저: 정인철
- 스토리보드: 김봉식, 이의국, 조성현, 김정은
- 아트감독: 김정훈
- 캐릭터/배경디자인 팀장: 정승준, 장광훈
- 캐릭터/배경디자인: 김세민, 김후연
- 모델링 아트감독: 장용환
- 모델링 팀장: 장용훈, 이장용
- 모델링: 장서윤, 홍길동, 안지훈, 노윤경, 고건, 이진아, 유희경, 정지요, 안수현, 이현우, 정우혁, Haw, Suh Young, Dylan, Kan Lun, Justin, Wei hao
- 리깅: 이상현, Eezee, Mark
- 테크니컬 감독: 임경훈
- 애니메이션 감독: 이슬기, 김동준
- 편집 감독: 남종현
- 애니메이션 팀장: 김치관
- 애니메이션 A팀: 박소희, 채수정, 정종현, 이유리, 오태윤, 이승희, 서태희, 백우희, 유동식
- 애니메이션 감독: 한우섭
- 애니메이션 B팀: 윤효상, 방미희, 최정은, 노금주, 이승은, 김해리, 조혜원, 김서정, 안수정
- 애니메이션 팀장: Yuen Mun
- 애니메이션 C팀: Hakim, Willy, Sean Thung Yan, Ah Yong, Jason, Fezrik, Cloey, Suet Yeng, Mei Zi
- 이펙트 팀장: 구요한, 정주호, Yew Chuan, Timothy
- 이펙트: 채송연, 김은수, 최자운영, 이요안, 정승재, 전수현
- 라이팅/렌더링/합성 팀장: 정재환, 이현재, 김형철
- 라이팅/렌더링/합성: 김대훈, 박민진, 이수인, 임수빈, 문정아, 이현정, 이민주, 정예진, 오영은, 안연수, 이준형, 조영신, 이승은, 조우영
- 애니메이션 제작: 스튜디오더블유바바㈜
- 제작 협력: ㈜88브릭스, ㈜웨스토
- 음악: 구자완
- 작편곡: 구자완, 이용윤, 문하영
- 음악제작: ON THE TRACK STUDIO
- 녹음 제작: FOR SEASON
- 사운드슈퍼바이저: 허필원
- 녹음: 전민지
- 효과: 허필원, 전민지
- 믹싱: 허필원
- 기획: MBC
- 제작: ㈜초이락컨텐츠컴퍼니, ㈜초이락홀딩스
- 저작권: CHOIROCK ALL Rights Reserved.

## 주제곡
- 여는 곡: 《메카드볼》
  - 작사/작곡: 최신규
  - 편곡: 최희찬, 이주호
  - 노래: 김창선
- 닫는 곡: 《꿈을 찾아서》
  - 작사/작곡/편곡: 최희찬, 이주호
  - 노래: 정유신

## 같이 보기
- 헬로 카봇
- 조디악 나이츠